# Байбулатово
Байбула́тово (рос. Байбулатово, башк. Байбулат) — село у складі Чекмагушівського району Башкортостану, Росія. Входить до складу Резяповської сільської ради.
Населення — 205 осіб (2010; 233 у 2002).
Національний склад:
- татари — 56 %
- башкири — 41 %